# Terry Oldfield
Terry Oldfield (Palmers green, 12 agosto 1949) è un compositore britannico, fratello di Sally e Mike Oldfield.

## Discografia parziale
- Sunshine Holidays – 1983
- In Search of the Trojan War – 1985
- Cascade – 1986
- Reverence – 1986
- Return to Treasure Island – 1987
- In the Presence of Light – 1987
- Resonance – 1988
- Star of Heaven – 1989
- Spirit of the Rainforest – 1990
- Angel – 1990
- Zen – 1991
- Illumination – 1992
- Spiral Waves – 1992
- Out of the Depths – 1993
- Spirit of Africa – 1993
- Australia – 1994
- Spirit of Tibet – 1994
- Earth Spirit – 1995
- Icon – 1995
- Theme for the Telford Time Machine – 1996
- Spirit of India – 1996
- South East Asia – 1997
- All The Rivers Gold – 1999
- Music for Wildlife – 2000
- Reflections - The Best of Terry Oldfield 1985-1995 – 2000
- Across the Universe – 2000
- Spirit of the World – 2000
- Turning Point 2002
- A Time for Peace – 2003
- Yoga Harmony – 2004
- Celt – 2004
- De Profundis / Out of the Depths II – 2005
- Ethereal – 2005
- Reiki Harmony – 2006
- Labrynth – 2007